# XFP

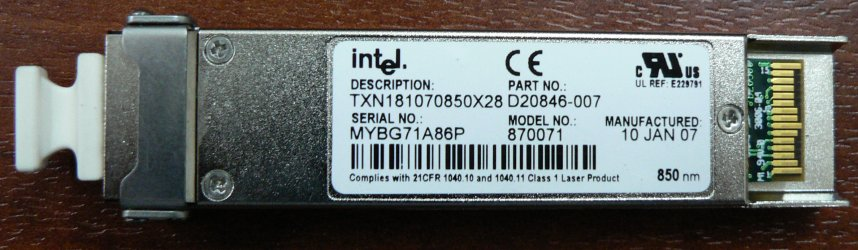
Intel XFP 收发器（多模光纤）

XFP（10 Gigabit Small Form Factor Pluggable）是一种可热插拔的，独立于通信协议的光模块，通常工作波长是 850nm, 1310nm 或1550nm，用于10G bps的SONET/SDH，光纤通道，gigabit Ethernet，10 gigabit Ethernet和其他应用中，也包括 DWDM 链路。

## 概述
XFP  是僅提供光電轉換的小型收發器模組，由 XFP Multi Source Agreement Group 所開發。為早期 10Gbps 網路發展時連接的介面之一。XFP 的標準目前由 INF-8077i (或稱XFP MSA)進行規範，2002年3月27日出現 0.1 版、正式版在2002年12月2日發布，目前最新版本為 2005年8月31日發表的 4.5 版。
XFP 主要用於 10Gbps 網路的連接，在規格上可提供 8.5Gbps - 11.3 Gbps 不等的傳輸速率，300公尺到80公里的最大傳輸距離。其可運行在 1.8V、3.3V 與 5V，功耗多落於 3.5 瓦以下。 

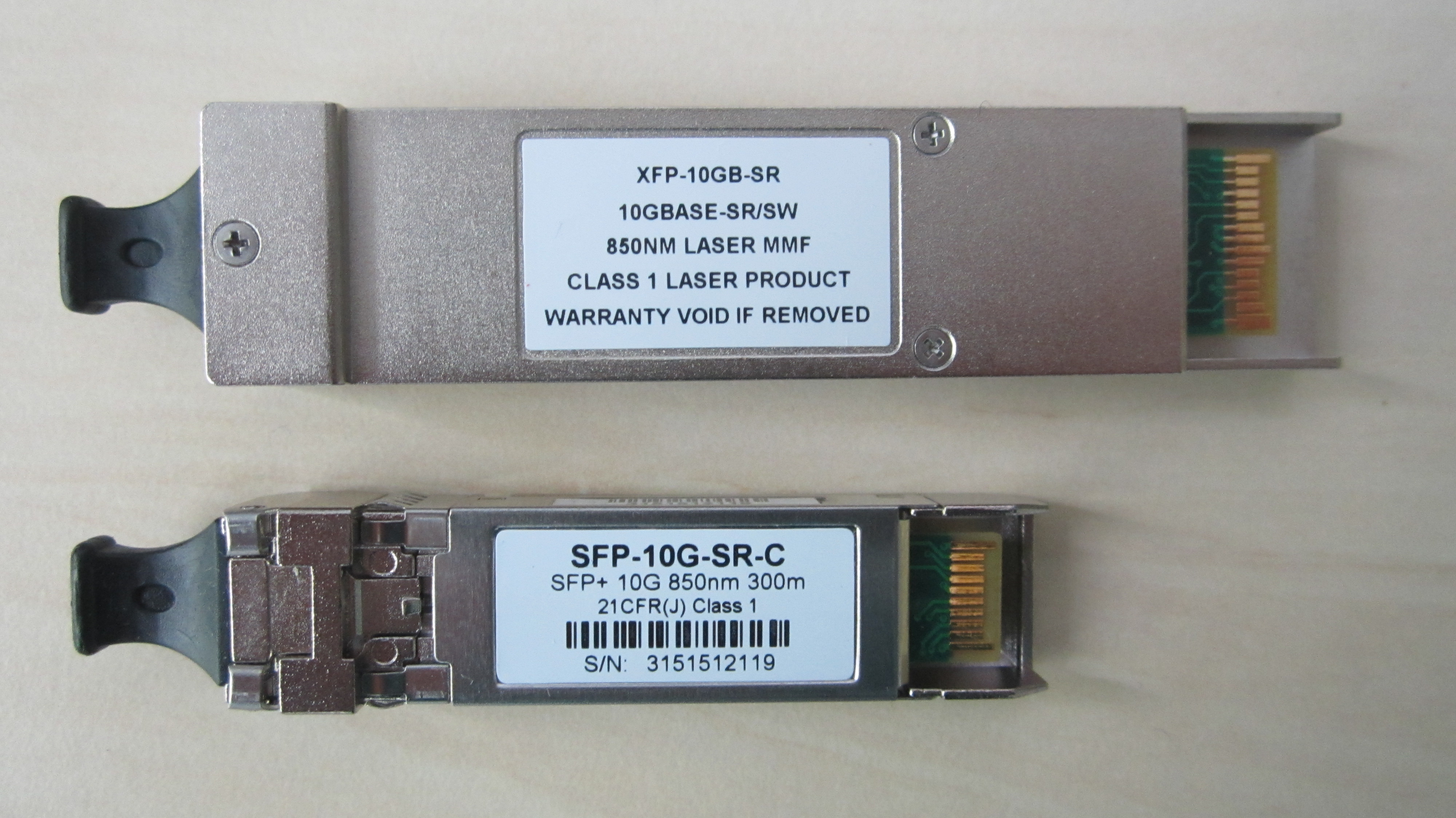
上方為 XFP、下方為 SFP+，後者在推出後比起XFP有更明顯的體積與成本優勢

由於 XFP 僅用於光電轉換沒有編解碼的功能，因此可用於各式類型的 10Gbps 網路協定，如：10GBase-L、10GBase-S、10GBase-E等；也因為其他功能都由主機板或介面卡負責，XFP 提供比 XENPAK 等早期收發模組更小的體積與更低的成本。
在 SFP+ 上市後，其提供比 XFP 更小的體積、更低功耗等特性，使得 XFP 在 10Gbps 網路應用上被取代。

## XFP 規格類型
XFP 可透過不同的光纖連接與規格達到不同的傳輸距離，傳輸速度則都為 10Gbps。
- XFP-SR - 850 nm，傳輸距離可達 300 公尺[6]。
- XFP-LR - 1310 nm, 傳輸距離可達 10 公里[6]。
- XFP-ER - 1550 nm, 傳輸距離可達 40 公里[6]。
- XFP-ZR - 1550 nm, 傳輸距離可達 80 公里[6]。

## XFP 的特定应用
- 10G 以太网
- 10 Gigabit/sec 光纤通道
- SONET OC-192
- SDH STM-64
- OTN OTU-2
- 并行光学链路